# 小行星3915
小行星3915（3915 Fukushima）是一颗绕太阳运转的小行星，为主小行星带小行星。该小行星于1988年8月15日发现。

## 轨道参数
小行星3915的轨道半长轴为2.4385972 UA，离心率为0.04。